# (38278) 1999 RD51
1999 RD51 (asteroide 38278) é um asteroide da cintura principal. Possui uma excentricidade de 0.16346000 e uma inclinação de 5.17683º.
Este asteroide foi descoberto no dia 7 de setembro de 1999 por LINEAR em Socorro.